# Schadeck
Schadeck (Schuedeck/Schodeck en luxembourgeois) est un village de la commune belge d’Attert située en Région wallonne dans la province de Luxembourg. Il fait partie de la section d’Attert.
Il est bordé à l’est par la route nationale 4.